# Peterskopfbahn

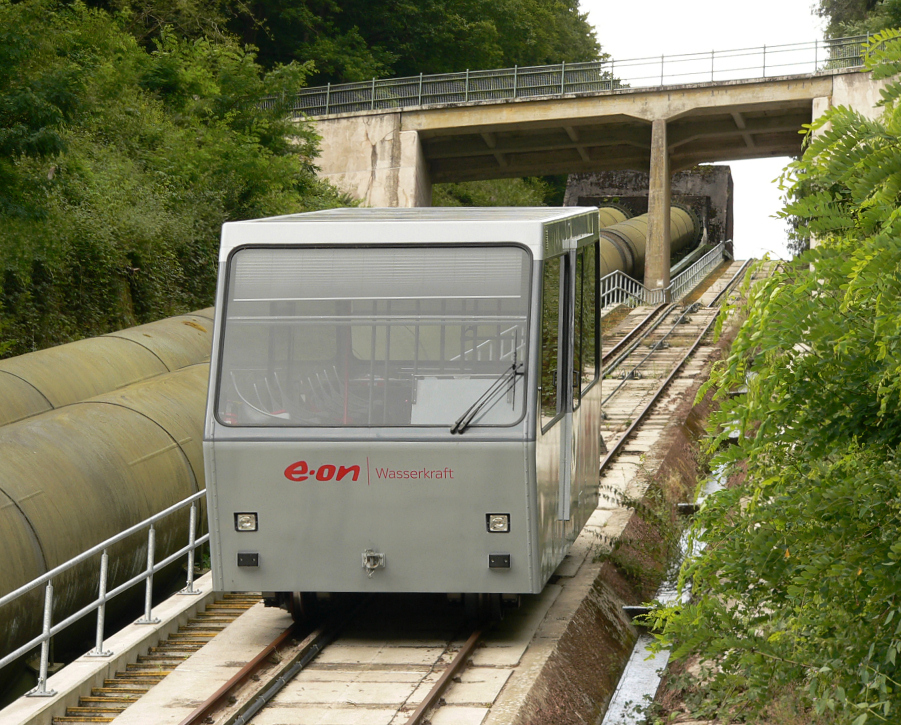
Einfahrt in die untere Station

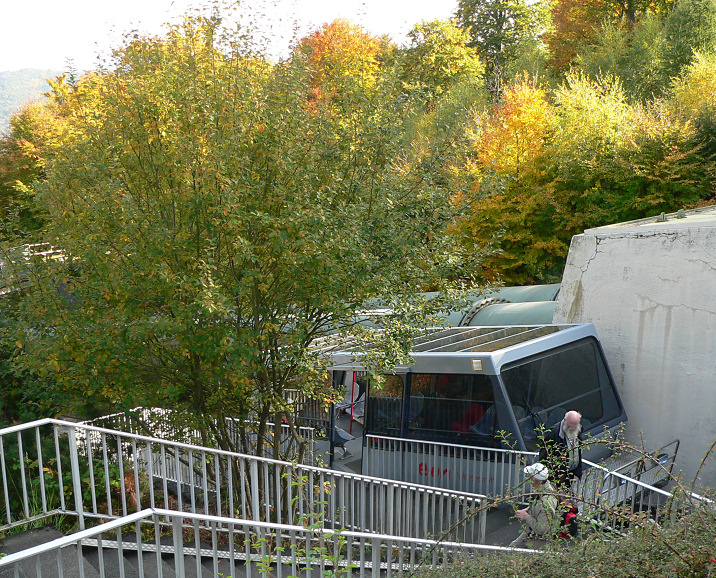
Obere Station

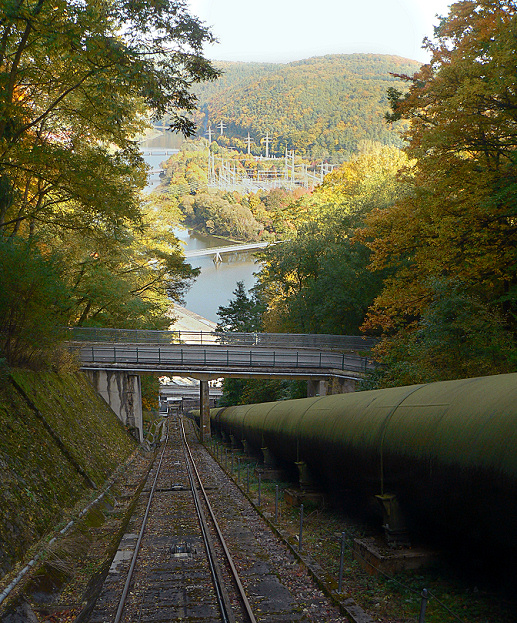
Blick auf die Strecke

Die Peterskopfbahn ist eine normalspurige Standseilbahn am Peterskopf im Kellerwald im Gemeindegebiet von Edertal, Landkreis Waldeck-Frankenberg, Nordhessen (Deutschland). 

## Geographische Lage
Die Peterskopfbahn führt vom Westende des Affolderner Sees bei Hemfurth, dem südlichen Ortsteil des Edertaler Gemeindeteils Hemfurth-Edersee auf den Peterskopf (507 m ü. NN), der sich südsüdwestlich der Edertalsperre erhebt. Sie ist die Staumauer des Edersees im Nationalpark Kellerwald-Edersee. Somit führt die Standseilbahn zum auf dem Berg und seinem westlichen Nachbarberg Ermerod (540 m ü. NN) befindlichen Oberbecken des Pumpspeicherwerks Waldeck, dessen Maschinenanlagen im Inneren des Peterskopfberges und westlich des Affolderner Sees liegen.

## Geschichte
Die Peterskopfbahn wurde 1929 parallel zum Baubeginn des auf dem Peterskopf befindlichen „Oberbecken Waldeck I“ und jenem der entlang der Standseilbahntrasse befindlichen Druckrohrleitung des „Pumpspeicherkraftwerks Waldeck Ι“ errichtet.
Zunächst fungierte die Standseilbahn als Transportbahn, um neben Mitarbeitern, Arbeitsgerät und Material des Kraftwerks auch die Elemente der doppelten Druckrohrleitung zu befördern, um das Kraftwerk im Tal mit dem Oberbecken auf dem Peterskopf zu verbinden.
Erst zum 8. Juni 1983 wurde die Peterskopfbahn für touristische Zwecke umgestaltet. Seit diesem Tag dient sie neben ihrer Funktion als Güterbahn überwiegend dem Personentransport. Die Passagierzahl wuchs in den vergangenen Jahren auf jährlich etwa 40.000 an.
Zu Beginn des 21. Jahrhunderts war die Standseilbahn überholungsbedürftig geworden und ihr Betrieb ständig von der Einstellung bedroht. Seit dem 1. Mai 2005 ist die sanierte Peterskopfbahn wieder in Betrieb.

## Bahnbeschreibung
Die Schienenstrecke der Peterskopfbahn ist 917 m lang und überwindet 290 m Höhenunterschied bei bis zu 45,5 % Gefälle. Ihr Wagen wiegt im Leergewicht 8 t und hat Platz für bis zu 52 Personen oder auch Fahrräder. Eine Fahrt dauert rund 10 Minuten.

## Verkehr
Die Standseilbahn verkehrt außer montags von Karfreitag bis zum 31. Oktober.